# Quadrangle d'Argyre
Pour les articles homonymes, voir Argyre.

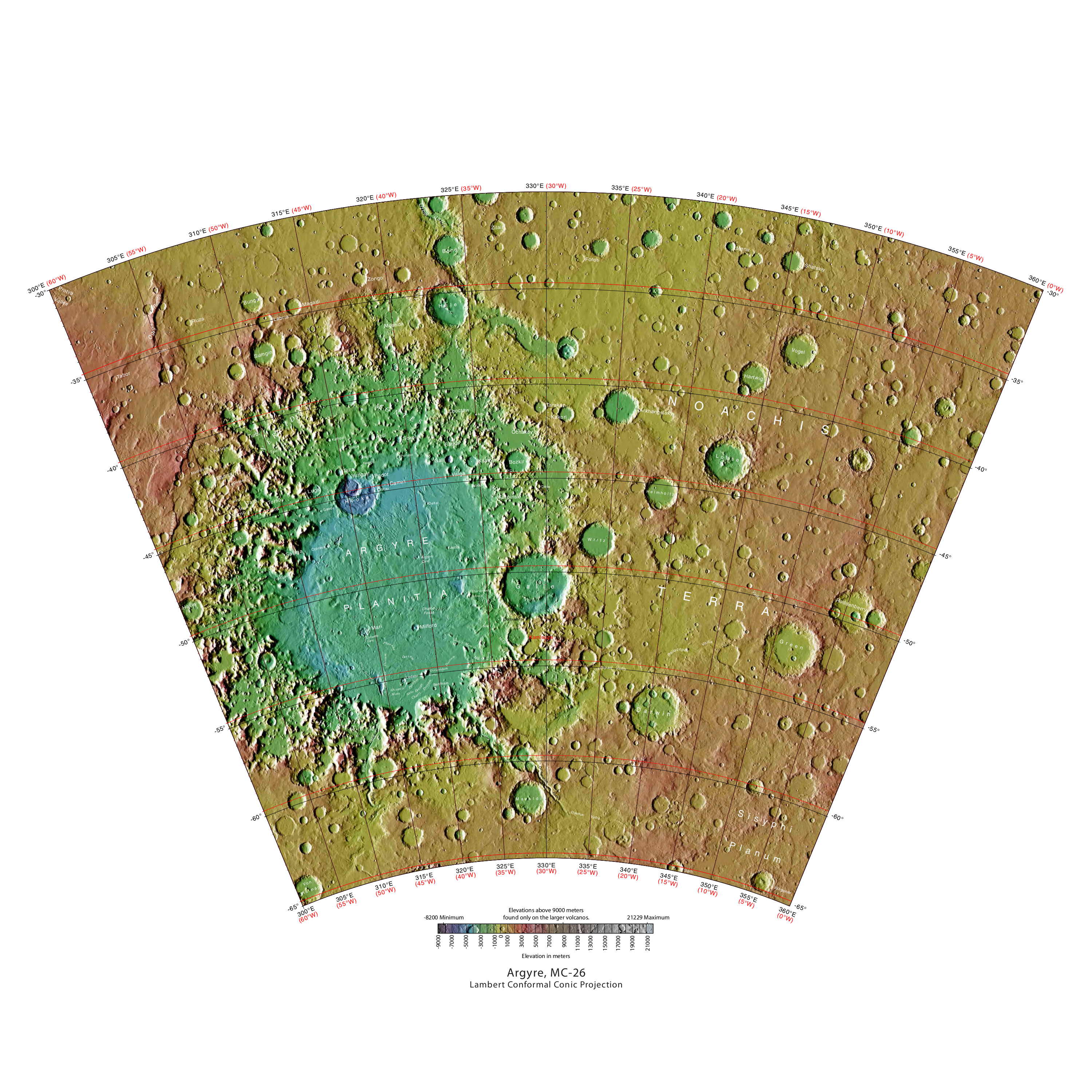
Quadrangle d'Argyre

Dans le cadre de la géographie de la planète Mars, le quadrangle d'Argyre — également identifié par le code USGS MC-26 — désigne une région martienne définie par des latitudes comprises entre 30º et 65º S et des longitudes comprises entre 300º et 360º E. 